# Knin
Knin [knîːn] (serbisch-kyrillisch Книн, italienisch Tenin) ist eine Stadt in der kroatischen Gespanschaft Šibenik-Knin. Sie liegt 56 km von der Küste entfernt im Hinterland Norddalmatiens, im Quellgebiet des Flusses Krka.

## Geographie

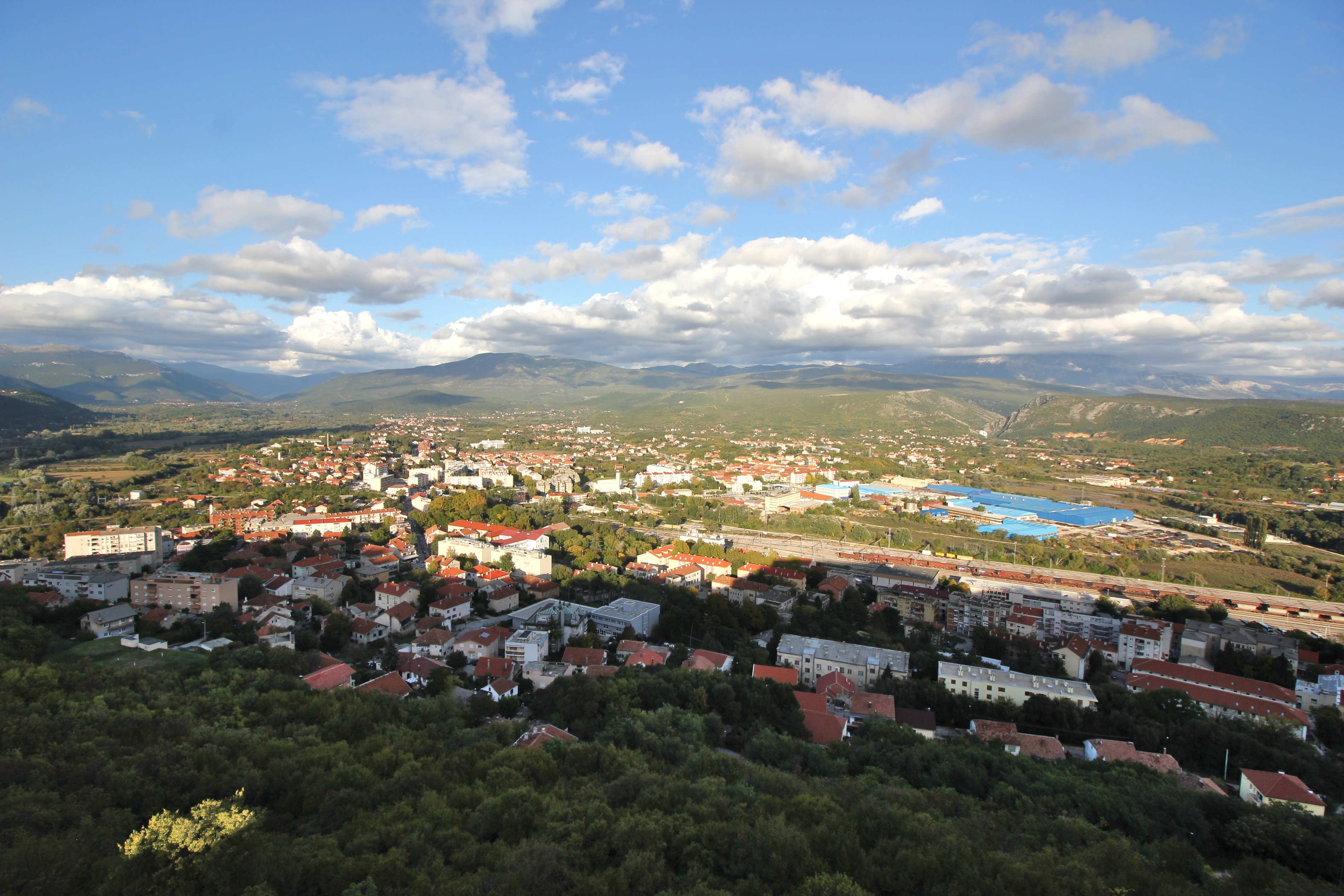
Blick auf Knin von der Festung (2020)

Die Stadt liegt im norddalmatinischen Hinterland etwa auf Höhe von Zadar und unweit der bosnischen Grenze im Kninsko polje unterhalb der Dinara. Im Westen der Innenstadt steht die Festung von Knin auf dem hohen Felssporn Spas oberhalb der Krka. Diese entspringt einer Karstquelle östlich der Innenstadt, wobei ihr auf dem Stadtgebiet von Knin außerdem die Flüsse Butižnica und Orašnica zufließen. Direkt hinter Knin tritt die Krka in eine enge Schlucht ein, die bereits zum Nationalpark Krka gehört.
Zum Stadtgebiet von Knin zählen außerdem nach Norden und Osten hin ausgedehnte, zumeist dünn besiedelte Gebiete bis hinauf zur Dinara und zur bosnischen Grenze.

### Klima
Das Klima in Knin ist submediterran. Knin hat 1027 mm Niederschlag im Jahresdurchschnitt. Selbst im trockensten Monat Juli kommt es zu Niederschlägen. Der Unterschied zwischen dem trockensten und dem feuchtesten Monat liegt bei 70 mm. Mit 6,6 Sonnenstunden im Tagesdurchschnitt hat Knin ein sonniges Klima. Der Juli ist mit 23,2 °C der heißeste und sonnigste Monat des Jahres. Der Januar ist mit 4,4 °C der kälteste Monat des Jahres. Die durchschnittliche Jahrestemperatur beträgt in Knin 13,0 °C. Das Klima in Knin wird nach der Köppen und Geiger Klimaklassifikation als Cfa eingestuft.
|                       | Jan  | Feb  | Mär  | Apr  | Mai  | Jun  | Jul  | Aug  | Sep  | Okt  | Nov  | Dez |   |      |
| Mittl. Tagesmax. (°C) | 8,9  | 10,4 | 14,1 | 17,4 | 23,0 | 26,6 | 30,1 | 30,3 | 25,4 | 19,9 | 13,7 | 9,9 | ⌀ | 19,2 |
| Mittl. Tagesmin. (°C) | −0,2 | 0,7  | 3,3  | 6,5  | 10,6 | 13,8 | 16,2 | 16,0 | 12,2 | 8,3  | 3,8  | 0,9 | ⌀ | 7,7  |
|                       |      |      |      |      |      |      |      |      |      |      |      |     |   |      |
| Niederschlag (mm)     | 76   | 70   | 75   | 92   | 91   | 81   | 44   | 62   | 108  | 114  | 112  | 102 | Σ | 1027 |
|                       |      |      |      |      |      |      |      |      |      |      |      |     |   |      |
| Sonnenstunden (h/d)   | 3,9  | 5,2  | 5,9  | 6,3  | 7,9  | 9,0  | 10,5 | 9,6  | 7,8  | 5,9  | 4,1  | 3,5 | ⌀ | 6,6  |

| −0,2 |

| 0,7 |

| 3,3 |

| 6,5 |

| 10,6 |

| 13,8 |

| 16,2 |

| 16,0 |

| 12,2 |

| 8,3 |

| 3,8 |

| 0,9 |

| −0,2 |

| 0,7 |

| 3,3 |

| 6,5 |

| 10,6 |

| 13,8 |

| 16,2 |

| 16,0 |

| 12,2 |

| 8,3 |

| 3,8 |

| 0,9 |

## Geschichte
Um das Jahr 1080 war Knin Sitz des kroatischen Königs Dmitar Zvonimir. Nach dem Tod des Königs Petar Svačić und der folgenden Personalunion mit dem Königreich Ungarn verlor Knin zunehmend an Bedeutung. Am 29. Mai 1522 wurde Knin von den Osmanen erobert und kam zum osmanischen Bosnien. Ein Teil der ansässigen Kroaten verließ die Stadt.
Am 11. September 1688 wurde Knin von venezianischen Truppen erobert. Durch den Frieden von Karlowitz kam es unter die Herrschaft der Republik Venedig und wurde Teil der Provinz Dalmatien. Danach zogen Kroaten wieder verstärkt in die Stadt und ein Franziskanischer Orden baute im Jahr 1708 ein Kloster und die Kirche.
Im Jahr 1797 kam Knin zusammen mit dem übrigen Dalmatien an die Habsburger.
Zur Zeit der osmanischen und venezianischen Herrschaft siedelten sich in der Region um Knin zahlreiche orthodoxe Siedler an. In vielen Dörfern im Umland Knins sind serbisch-orthodoxe Gräber, Kirchen und Klöster 200 bis 300 Jahre alt. Walachen leben seit dem 17. Jahrhundert ebenfalls dort.

### 20. Jahrhundert
Nach dem Ersten Weltkrieg wurde Knin zunächst Teil des Staates der Slowenen, Kroaten und Serben, ab 1929 des Königreichs Jugoslawien.
Im Zweiten Weltkrieg war Knin von den faschistischen Ustascha-Behörden des kollaborationischen „Unabhängigen Staates Kroatien“ verwaltet, mit einer starken italienischen militärischen Präsenz. Nach der Kapitulation Italiens im September 1943 wurde die deutsche Wehrmacht zur treibenden Kraft in der Region. Hier fand im November und Dezember 1944 die Schlacht von Knin statt, aus der die Tito-Partisanen siegreich hervorgingen.
Während des Kroatienkrieges 1991 bis 1995 stand die vorwiegend von Serben bewohnte Stadt Knin unter serbischer Kontrolle und fungierte als Hauptstadt der Republik Serbische Krajina. Der später wegen Kriegsverbrechen verurteilte Dragan Vasiljković führte den Großteil der ortsansässigen Paramilitärs an. Der kroatische Bevölkerungsteil der Stadt und der Umgebung wurde 1991/1992 fast vollständig vertrieben, deren Häuser geplündert und angezündet, sowie katholische Kirchen und Klöster verwüstet.
Am 5. August 1995 wurde die Stadt während der Militäroperation Oluja durch die Kroatische Armee erobert, wobei es laut Anklagen am Internationalen Strafgerichtshof für das ehemalige Jugoslawien zu schweren Verbrechen an der Zivilbevölkerung kam, nachdem der größte Teil der serbischen Bevölkerung bereits zuvor geflohen war.
Nach Kriegsende kehrten die vertriebenen bzw. geflohenen Kroaten größtenteils zurück. Auch die Serben sind, vor allem seit dem Regierungswechsel im Jahr 2000, zum Teil zurückgekehrt.

## Bevölkerung
Die Stadt hatte zur Volkszählung von 2021 11.755 Einwohner. Zur Volkszählung 2011 stellten mit 75,37 % die Kroaten die Mehrheit der Bevölkerung. 23,05 % bezeichneten sich als Serben. Vor dem Kroatienkrieg bildeten die Serben die Mehrheit (79 %).

## Sehenswürdigkeiten

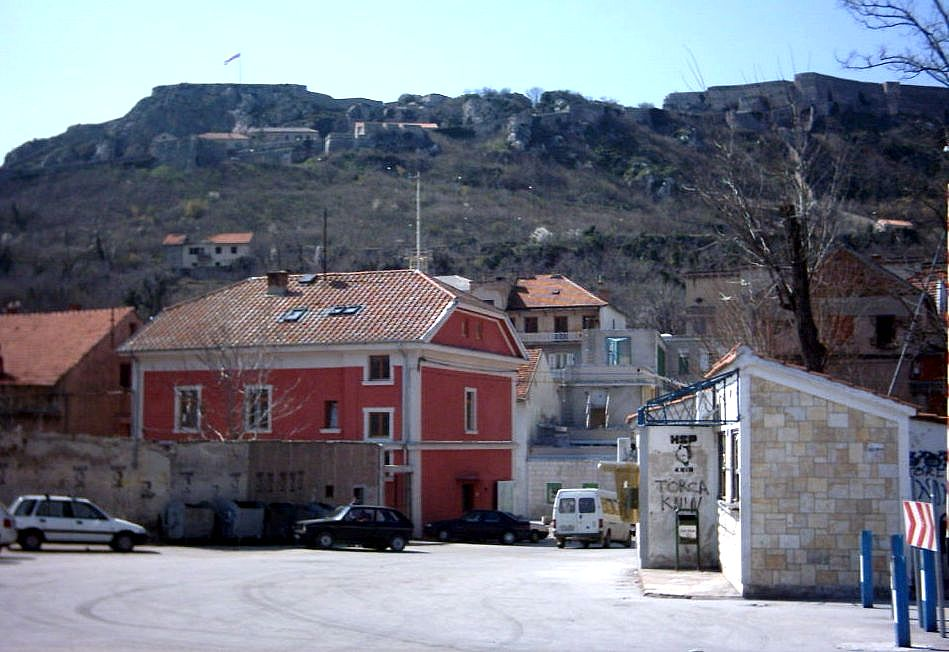
Blick von Knin auf die Festung (2004)

Die Hauptattraktion Knins ist eine große Festungsruine auf dem Berg Spas. Die Festung ist jährlich am 5. August einer der Schauplätze der Festlichkeiten zum Tag des Sieges und der heimatlichen Dankbarkeit.
Am Rand von Knin befindet sich die Quelle des Flusses Krka. Führt der Quellfluss Krčić Wasser, was aufgrund der Karstverhältnisse in der Regel nur von der Schneeschmelze bis in den Sommer der Fall ist, bildet er am Quellort einen über 20 Meter hohen Wasserfall, der im Krka Nationalpark gelegen ist.

## Verkehr
Knin ist über die kroatischen Staatsstraßen D1 und D33 an das überregionale Straßennetz angebunden. In Zukunft soll die Staatsstraße D33 nach Šibenik modernisiert und parallel dazu eine Schnellstraße über Oklaj und Drniš zur Küste hin gebaut werden.
Der Bahnhof von Knin liegt an der Bahnstrecke von Oštarije nach Split, in die hier auch die Strecke von und nach Zadar sowie die derzeit auf dem kroatischen Abschnitt außer Betrieb befindliche Una-Bahn von Novi Grad einmünden. Bis 1948 war Knin Ausgangspunkt der schmalspurigen Steinbeisbahn nach Prijedor und Jajce. Im Schienenpersonennahverkehr bestehen mehrere Verbindungen täglich nach Šibenik sowie im Schienenpersonenfernverkehr mit Nacht- und Neigtechnikzügen der Hrvatske željeznice nach Zagreb Hauptbahnhof und Split.

## Persönlichkeiten
- Dmitar Zvonimir (unbekannt–1089), kroatischer König
- Petar Svačić (unbekannt–1097), kroatischer König
- Dinko Šimunović (1873–1933), kroatischer Schriftsteller
- Momčilo Đujić (1907–1999), serbischer Tschetnik-Führer und Kriegsverbrecher
- Branko Miljuš (* 1961), Fußballspieler
- Zeljko Rusic (* 1967), Bildhauer
- Dragana Ljuna (* 1978), Dichterin
- Vojislav Vranjković (* 1983), serbischer Fußballspieler
- Milan Borjan (* 1987), serbisch-kanadischer Fußballtorwart
- Marta Drpa (* 1989), Volleyballspielerin
- Marija Vuković (* 1992), montenegrinische Hochspringerin
- Miloš Degenek (* 1994), australischer Fußballspieler
- Matea Jelić (* 1997), Taekwondoin
- Luka Duvnjak (* 1999), Fußballspieler
- Tina Barišić (* 2000), Handballspielerin